# فرودگاه آنالاسکا
فرودگاه آنالاسکا  (به انگلیسی: Unalaska Airport) (به زبان بومی: Dutch Harbor Airport) یک فرودگاه همگانی با کد یاتا DUT است که یک باند فرود آسفالت دارد و طول باند آن ۱۱۸۹ متر است. این فرودگاه در کشور ایالات متحده آمریکا قرار دارد و در ارتفاع ۷ متری از سطح دریا واقع شده است.